# Colonia San Luis Rey
Colonia San Luis Rey är en ort i Mexiko.   Den ligger i kommunen San Miguel de Allende och delstaten Guanajuato, i den centrala delen av landet, 240 km nordväst om huvudstaden Mexico City. Colonia San Luis Rey ligger 1 936 meter över havet och antalet invånare är 2 707.
Terrängen runt Colonia San Luis Rey är varierad. Runt Colonia San Luis Rey är det ganska tätbefolkat, med 96 invånare per kvadratkilometer. Närmaste större samhälle är San Miguel de Allende, 2,4 km söder om Colonia San Luis Rey. Trakten runt Colonia San Luis Rey består i huvudsak av gräsmarker.